# Anel Rashkaj
Anel Rashkaj lub Anel Raskaj (ur. 19 sierpnia 1989 w Prizrenie) – kosowski piłkarz, w latach 2014–2020 reprezentant Kosowa, były kapitan reprezentacji.

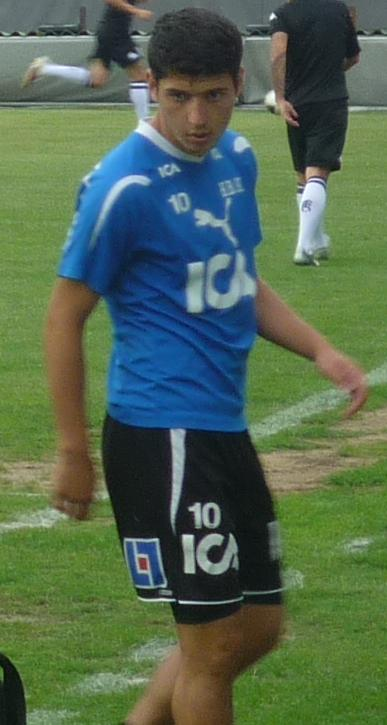
Anel Rashkaj jako gracz Halmstads BK (2010)

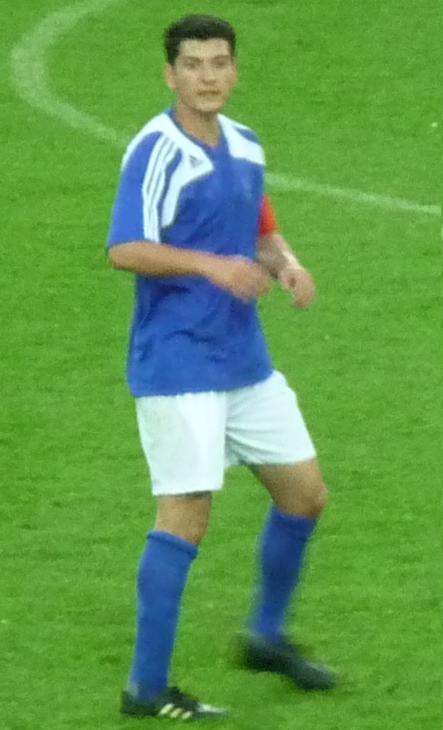
Anel Rashkaj jako kapitan reprezentacji Kosowa (2010)

## Życie prywatne
Przed 2011 rokiem zaręczył się w Kosowie z kobietą o imieniu Semra.